# Kajetan Kajetanowicz
Kajetan Kajetanowicz (Cieszyn, 5 maart 1979) is een Poolse rallyrijder.
Hij was meestal actief in het Europees Kampioenschap Rally en werd Pools kampioen rallyrijden in 2010, 2011, 2012 en 2013. In 2015, 2016 en 2017 won hij het Europees kampioenschap met zijn Ford Fiesta R5. In 2018 mikt hij op een niveau hoger en rijdt hij een WRC-programma af in de R5-klasse.